# Campyloneurum latum
Campyloneurum latum là một loài dương xỉ trong họ Polypodiaceae. Loài này được T. Moore mô tả khoa học đầu tiên năm 1861.